# Червоный Ташлык
Червоный Ташлык (укр. Червоний Ташлик) — село в Ровнянской сельской общине Новоукраинского района Кировоградской области Украины.
Население по переписи 2001 года составляло 23 человека. Почтовый индекс — 27160. Телефонный код — 5251. Код КОАТУУ — 3524085606.